# Exèrcit regular
Exèrcit regular és aquell exèrcit (o aquelles Forces Armades, en general) que constitueix el component militar oficial d'un Estat, sostingut i organitzat sistemàticament pel poder polític, sotmès a una jerarquia establerta, etc. L'exèrcit regular contrasta amb les forces irregulars, tals com paramilitars, milícies voluntàries, exèrcits privats, mercenaris, etc.
Usualment l'exèrcit regular consta de:
- exèrcit permanent: conjunt de forces que estan constantment sobre les armes, preparades per a actuar en cas de conflicte;
- reserva: conjunt de forces que hom pot cridar a les armes per tal de complementar l'exèrcit permanent en cas que calgui reforçar o ampliar els efectius de l'exèrcit regular.

L'exèrcit regular pot ésser:
- exèrcit de lleva, si hi ha servei militar obligatori, de manera que els efectius de l'exèrcit permanent es reforcen amb personal de lleva, és a dir, amb reclutes que fan el servei militar; d'altra banda, l'exèrcit permanent es complementa també amb personal de lleva, és a dir, amb els reservistes que componen la reserva forçosa;
- exèrcit professional, si no existeix servei militar obligatori, de manera que l'exèrcit regular es compon exclusivament de professionals i de voluntaris (i, si un cas, de contractats temporals); és a dir, que l'exèrcit permanent no inclou pas personal de lleva, absent així mateix de la reserva, la qual és de caràcter voluntari (reservistes voluntaris).

Així doncs, cal evitar de confondre el concepte d'exèrcit regular amb el d'exèrcit professional: l'exèrcit regular tant pot ser de lleva com professional.
D'altra banda, cal evitar de confondre el concepte d'exèrcit regular amb el d'exèrcit permanent: l'exèrcit permanent és la branca permanent de l'exèrcit regular.
Equivalències en altres llengües: ang. regular army, esp. ejército regular, fr. armée régulière, it. esèrcito regolare, port. exército regular.